# Guanabara-Bucht
Die Guanabara-Bucht (portugiesisch Baía de Guanabara, deutsch auch Bucht von Guanabara, Guanabarabucht) ist eine 380 km² große Meeresbucht in Brasilien, an deren westlicher Seite die Stadt Rio de Janeiro liegt und an der östlichen Niterói. Am westlichen meerseitigen Eingang zur Bucht liegt der Zuckerhut, das weltberühmte Wahrzeichen von Rio.

## Name
Der Name der Bucht kommt aus der Tupi-Sprache, wo goanã-pará (getrennt goa „Bucht“ und nã „ähnlich“) und pará „Meer“ bedeutet.

## Geschichte
Eine unter dem Kommando des Gonçalo Coelho stehende portugiesische Entdeckungsreise erreichte am 1. Januar 1502 die Guanabara-Bucht, die der mitreisende André Gonçalves irrtümlich „Januarfluss“ (portugiesisch rio „Fluss“, portugiesisch janeiro, „Januar“, zusammengefasst Rio de Janeiro) nannte. Coelho hielt die zweitgrößte Meeresbucht Brasiliens irrtümlich für eine Flussmündung und hatte versäumt, durch eine Wasserprobe herauszufinden, dass sich auch in der Bucht Salzwasser befand.
Am 1. November 1555 besetzte der französische Vizeadmiral Nicolas Durand de Villegagnon mit 600 Soldaten und hugenottischen Siedlern die in der Guanabara-Bucht gelegene Insel Serigipe (heute Ilha de Villegagnon am Flughafen Rio de Janeiro–Santos Dumont). Zu Ehren des hugenottischen französischen Admirals Gaspard II. de Coligny nannten sie eine Festung, die sie bald darauf errichteten, Fort Coligny und ein Dorf auf dem Festland vor der Insel Henriville. Die Ansiedlung, die dem Vertrag von Tordesillas zuwiderlief, wurde Kristallisationskern einer französischen Kolonisation, die France Antarctique genannt wurde. Der Portugiese Estácio de Sá, der am 1. März 1565 auf dem Festland am Morro do Castelo, unweit von den Franzosen, die Siedlung São Sebastião do Rio de Janeiro, das heutige Rio de Janeiro gründete, bekämpfte, unterstützt durch indigene Stämme, die französischen Siedlungen und errang am 20. Januar 1567 einen endgültigen Sieg, der durch Vertreibung der Franzosen den Untergang der France Antarctique besiegelte.

## Geographie
Am östlichen Ufer der an ihrer schmalsten Stelle etwa 1,5 km breiten Bucht liegt Niterói. Diese Großstadt mit rund einer halben Million Einwohnern (Stand: 2015) war bis 1975 Hauptstadt des Bundesstaats Rio de Janeiro. Im selben Jahr wurde der Bundesstaat Guanabara mit der Hauptstadt Rio de Janeiro mit dem Bundesstaat Rio de Janeiro zusammengelegt und verlor seinen Namen. Bis zur Verlegung der Hauptstadt Brasiliens von Rio de Janeiro nach Brasília im Jahr 1960 war Guanabara der Bundesdistrikt Brasiliens.
Die 1974 fertiggestellte Rio-Niterói-Brücke, eine 14 km lange und an ihrer höchsten Stelle 70 Meter hohe Autobahnbrücke mit der Fernstraße BR-101, verbindet über die gesamte Breite der als „Bucht von Guanabara“ bekannten Meeresbucht Rio de Janeiro mit Niterói. Die Brücke bietet eine schöne Aussicht auf den Zuckerhut sowie Rio de Janeiro. Beide Städte betreiben am jeweiligen Ufer der Bucht ihre kommerziellen Häfen, wobei der Hafen von Rio de Janeiro seit Jahrzehnten Brasiliens zweitgrößter Stückguthafen nach Santos ist. Häfen der Kriegsmarine und zahlreiche Werften, auch für Bohrinseln, liegen ebenfalls an den Ufern der Bucht.
Eine der Inseln in der Bucht ist die Ilha Fiscal. Sie beherbergte früher eine Steuer- und Zollstation und heute ein Marinemuseum.

## Olympische Sommerspiele 2016
Die Bucht war Austragungsort der Surf- und Segelwettbewerbe der Olympischen Sommerspiele 2016 sowie der Sommer-Paralympics 2016. Für die Spiele wurde die Marina da Glória auf der westlichen Seite der Bucht aufwändig umgebaut um als Austragungsort genutzt zu werden.
Die Wiederherstellung der Wasserqualität war eines der größten Umweltversprechen im Zusammenhang mit der Bewerbung um die Ausrichtung der Olympischen Spiele 2016; im Zusammenhang mit der staatlichen Finanzkrise wurde es jedoch vernachlässigt. In den Monaten vor der Olympiade beschwerten sich bereits zahlreiche Sportler über die Verschmutzung.

## Umwelt
Von den vielen kleinen in der Bucht verstreuten Inseln gilt die bei Malern besonders populäre, romantische Insel Paquetá als ein immer noch paradiesischer Ort mit etwas Südsee-Stimmung. Allerdings sind Delfine und Tümmler selten geworden, die Stadtverwaltung von Rio kämpft mit internationaler Unterstützung um die Behebung schwerer Umweltschäden: seit Jahrzehnten werden ungeklärte Abwässer der Metropole über die zahlreichen, teilweise bereits biologisch toten Zuflüsse in die Bucht geleitet. In zwanzig Jahren wurden ca. drei Mrd. Euro investiert.
Der Fischfang der verbliebenen fünf Fischerkolonien in der Bucht ging auf etwa 13 Tonnen (t) täglich zurück (2004). Dem stehen ein Ölzufluss von ca. 7 t täglich aus 16 Öl-Terminals, 12 Werften und rund 6.000 Industriebetrieben bei täglich ca. 340 t an organischen Abfällen entgegen, von denen erst etwa ein Viertel angemessen behandelt wird. In den 16 Gemeinden des hydrografischen Einzugsgebietes leben knapp 10 Mio. Menschen. Mindestens 35 kleine Flüsse münden in die Bucht.
Bereits 2014 wurde hier der KPC-Keim gefunden, ein gegen Antibiotika multiresistenter Erreger; nach einer Mitte 2016 veröffentlichten Studie wurden an fünf Stränden vor Rio „Superbakterien“ (MRSA) nachgewiesen: Sie gelangen vermutlich über Klinik-Abwässer ins Meer.